# Truszowo
Truszowo (biał. Трушава; ros. Трушево) – wieś na Białorusi, w obwodzie brzeskim, w rejonie pińskim, w sielsowiecie Łasick, przy granicy z Ukrainą.
W dwudziestoleciu międzywojennym leżało w Polsce, w województwie poleskim, w powiecie pińskim. Kończyła się tu wówczas wąskotorowa linia kolejowa biegnąca ze stacji Widzibór (obecnie nieistniejąca).
Po II wojnie światowej w granicach Związku Sowieckiego. Od 1991 w niepodległej Białorusi.